# Семененко Євгенія Володимирівна
Євге́нія Володи́мирівна Семене́нко  — сержант Збройних сил України, учасниця російсько-української війни, що загинула у ході російського вторгнення в Україну в 2022 році.

## Життєпис
Євгенія Семененко народилася 1997 року в селі Залізничне Лебединського (з 2019 року — Сумського району) на Сумщині. Закінчила загальноосвітню школу в рідному селі. Під час навчання в 11 класі розпочалася Революція Гідності. За спогадами дівчини, події на Майдані зачепили її підліткову душу, тому вона вирішила пов'язати своє життя з військом. Спочатку вона здобула фах фельдшера в Лебединському медичному училищі. А вже у 2017 році повноцінним медиком пішла на контракт. Спочатку служила в реактивному артилерійському дивізіоні. З ним і поїхала на ротацію в район бойових дій на Донбасі. Вже коли служила в лавах Збройних Сил України, придбала будинок у селі Боромлі колишнього Тростянецького (з 2019 року — Охтирського району) і переїхала сюди разом зі старшою сестрою та мамою.
У ході повномасштабного військового вторгнення РФ в Україну бойовий медик Євгенія Семененко служила в першій мотострілецькій роті першого мотострілецького батальйону 72-ї окремої механізованої бригади імені Чорних Запорожців. Загинула 30 травня 2022 року на Херсонщині. Швидкою вивозили пораненого, влучила ракета — весь екіпаж загинув, — розповів сільський голова Боромлянської громади Василь Романіка. 6 червня 2022 року Євгенію Семененко поховали у селі Боромля Охтирського району.

## Нагороди
- орден «За мужність» III ступеня (2022, посмертно) — за особисту мужність і самовіддані дії, виявлені у захисті державного суверенітету та територіальної цілісності України, вірність військовій присязі [3].